# St. Martin bei Lofer
St. Martin bei Lofer település Ausztriában, Salzburg tartományban a Zell am See-i járásban található. Területe 63,56 km², lakosainak száma 1 096 fő, népsűrűsége pedig 17 fő/km² (2014. január 1-jén). A település 633 méteres tengerszint feletti magasságban helyezkedik el.
A település részei:
- Gumping
- Kirchental
- Obsthurn
- Dorf
- Wildental
- Wildmoos
- Grubhof

## Fordítás
Ez a szócikk részben vagy egészben  a   Sankt Martin bei Lofer című angol Wikipédia-szócikk ezen változatának fordításán alapul.  Az eredeti cikk szerkesztőit annak laptörténete sorolja fel. Ez a jelzés csupán a megfogalmazás eredetét és a szerzői jogokat jelzi, nem szolgál a cikkben szereplő információk forrásmegjelöléseként.